# 花野裕祥
花野 裕祥（はなの ひろよし、1974年7月24日 - ）は、日本の元男子バレーボール選手、現指導者。

## 来歴
大阪府泉北郡出身。小学校のころからスポーツ万能・勉学優秀だった。実姉の影響で、忠岡中学1年よりバレーボールを始める。忠岡中学校の黄金期のパイオニアとなる。(1年後輩大阪ベスト8・3年後輩大阪2位・4年後輩大阪2位・6年後輩大阪3位）中学時代の最高位は夏の大阪大会でベスト8。当時の監督・大谷忠は『私が携わったチームの中で一番まとまりがあり強かった』と振り返る。
姉は大阪南選抜に選ばれたが、本人は最終選考まで。高校へはスポーツ推薦ではなく一般入試で上宮高校英数コースに進学。上宮高校時代はアタッカーとして活躍しインターハイで準優勝した。その時のエースアタッカーだったのが高橋智則。
一般入試で筑波大学に進学。
卒業後は富士フイルムへ入社し、リベロとして活躍。2002年の休部後、海外に活躍の場を求める。
サントリー時代の2005年、代表の正リベロでもあった津曲勝利からポジションを奪い、全日本代表に初選出された。
2009年、国内3チーム目となる豊田合成で現役生活を終えた。
2011年からは、大成女子高校バレーボール部の監督を務める。

## 球歴
- 全日本代表 - 2005年
  - ワールドリーグ - 2005年

## 所属チーム
- 忠岡中学校
- 上宮高等学校
- 筑波大学
- 富士フイルム・プラネッツ（-2002年）
- ノリコ・マザイク
- サントリーサンバーズ（2004-2006年）
- ノリコ・マザイク（2006-2007年）
- 豊田合成トレフェルサ（2007-2009年）